# Gitta entdeckt ihr Herz
Gitta entdeckt ihr Herz è un film del 1932 diretto da Carl Froelich.

## Produzione
Il film, prodotto dalla Carl Froelich-Film GmbH, venne girato a Berlino, anche al lunapark.

## Distribuzione
In Germania, il film fu distribuito a livello locale dalla Metropol-Filmverleih (Berlino), dalla Rheinische Film GmbH (Colonia), dalla Fritz Stein-Filmverleih GmbH (Lipsia) e dalla Leo Leibholz Tonfilm-Vertrieb (Francoforte.